# U20-världsmästerskapet i fotboll 2015
U20-världsmästerskapet i fotboll 2015 var det 20:e U20-världsmästerskapet i fotboll och spelades i Nya Zeeland 30 maj–20 juni 2015. Nya Zeeland, i egenskap av värdland, blev automatiskt kvalificerade till mästerskapet. De regerande mästarna, Frankrike, blev inte automatiskt kvalificerade och lyckades heller inte kvala sig in till mästerskapet och deltog således inte i turneringen. Utöver Nya Zeeland så deltog ytterligare 23 lag, samtliga kvalificerade genom resultat i de regionala juniormästerskapen. De 24 lagen delades upp i sex grupper, där de två främsta i varje grupp samt de fyra bästa treorna gick vidare till åttondelsfinal.
Segrade gjorde Serbien som efter förlängning slog Brasilien med 2–1 i finalen. 

## Kvalspel
De 23 lagen kvalificerade sig till mästerskapet genom prestationer i de regionala juniormästerskapen. Nya Zeeland blev direktkvalificerade till mästerskapet i egenskap av värdnation. AFC (Asien) hade fyra platser som tilldelades genom det asiatiska U19-mästerskapet. CAF (Afrika) hade också fyra platser som tilldelades genom det afrikanska U20-mästerskapet. Även CONCACAF (Nord- och Centralamerika samt Västindien) hade fyra platser som tilldelades genom CONCACAF:s U20-mästerskap. UEFA (Europa) hade sex platser att tilldela genom U19-Europamästerskapat. OFC (Oceanien) hade enbart en plats som tilldelades genom det oceaniska U20-mästerskapet. Slutligen tilldelades även CONMEBOL (Sydamerika) fyra platser genom Sydamerikanska U20-mästerskapet.
| Förbund                                             | Kvalturnering                                                                         | Kvalificerade                                                |
| --------------------------------------------------- | ------------------------------------------------------------------------------------- | ------------------------------------------------------------ |
| AFC (Asien)                                         | Asiatiska U19-mästerskapet i fotboll 2014 9–23 oktober 2014 i Burma                   | Burma · Nordkorea · Qatar · Uzbekistan                       |
| CAF (Afrika)                                        | Afrikanska U20-mästerskapet i fotboll 2015 8–22 mars 2015 i Senegal                   | Ghana · Mali · Nigeria · Senegal                             |
| CONCACAF (Nord- och Centralamerika samt Västindien) | CONCACAF:s U20-mästerskap i fotboll 2015 9–24 januari 2015 i Jamaica                  | Honduras · Mexiko · Panama · USA                             |
| CONMEBOL (Sydamerika)                               | Sydamerikanska U20-mästerskapet i fotboll 2015 14 januari – 7 februari 2015 i Uruguay | Argentina · Brasilien · Colombia · Uruguay                   |
| OFC (Oceanien)                                      | Oceaniska U20-mästerskapet i fotboll 2014 23–31 maj 2014 i Fiji                       | Fiji · Nya Zeeland                                           |
| UEFA (Europa)                                       | U19-Europamästerskapet i fotboll 2014 19–31 juli 2014 i Ungern                        | Portugal · Serbien · Tyskland · Ukraina · Ungern · Österrike |

## Spelorter och arenor
| Spelort      | Arena                       | Kapacitet | · Auckland Christchurch Dunedin Hamilton New Plymouth Wellington Whangarei Karta över Nya Zeeland |
| ------------ | --------------------------- | --------- | ------------------------------------------------------------------------------------------------- |
| Auckland     | North Harbour Stadium       | 25 000    | · Auckland Christchurch Dunedin Hamilton New Plymouth Wellington Whangarei Karta över Nya Zeeland |
| Christchurch | Christchurch Stadium        | 18 000    | · Auckland Christchurch Dunedin Hamilton New Plymouth Wellington Whangarei Karta över Nya Zeeland |
| Dunedin      | Otago Stadium               | 30 748    | · Auckland Christchurch Dunedin Hamilton New Plymouth Wellington Whangarei Karta över Nya Zeeland |
| Hamilton     | Waikato Stadium             | 25 800    | · Auckland Christchurch Dunedin Hamilton New Plymouth Wellington Whangarei Karta över Nya Zeeland |
| New Plymouth | Stadium Taranaki            | 30 000    | · Auckland Christchurch Dunedin Hamilton New Plymouth Wellington Whangarei Karta över Nya Zeeland |
| Wellington   | Wellington Regional Stadium | 36 000    | · Auckland Christchurch Dunedin Hamilton New Plymouth Wellington Whangarei Karta över Nya Zeeland |
| Whangarei    | Northland Events Centre     | 24 319    | · Auckland Christchurch Dunedin Hamilton New Plymouth Wellington Whangarei Karta över Nya Zeeland |

## Spelartrupper
Lagen fick bestå av maximalt 21 spelare varav 3 målvakter. Enbart spelare som föddes efter den 1 januari 2015 fick delta i turneringen. Samtliga lag skulle före turneringens start skicka in en provisorisk lista till Fifas sekretariat. Den 21 maj 2015 presenterade Fifa de officiella spelartrupperna.
Alla spelare i ett lag skulle på förhand få en siffra mellan 1 och 21 sig tilldelade. Siffran 1 var reserverat för en av målvakterna. Spelarna tilläts att spela med högre spelarsiffror än 21 om de i klubblaget spelade med ett eget valt nummer. Lagen fick göra sena byten ifall någon spelare skulle bli allvarligt skadad, ända fram till 24 timmar före sin första match.

## Gruppspel
De 24 lagen delades upp i 6 grupper om 4 lag vardera. De två bäst placerade lagen, efter att samtliga lag i respektive grupp hade spelat 3 matcher, blev direktkvalificerade till turneringens utslagsspelsomgång. De 4 bästa tredjeplacerade lagen blev även de kvalificerade till utslagsspelsomgången.
| Grupp A                             | Grupp B                                | Grupp C                               | Grupp D                           | Grupp E                                  | Grupp F                                 |
| ----------------------------------- | -------------------------------------- | ------------------------------------- | --------------------------------- | ---------------------------------------- | --------------------------------------- |
| Burma · Nya Zeeland · Ukraina · USA | Argentina · Ghana · Panama · Österrike | Colombia · Portugal · Qatar · Senegal | Mali · Mexiko · Serbien · Uruguay | Brasilien · Nigeria · Nordkorea · Ungern | Fiji · Honduras · Tyskland · Uzbekistan |

### Grupp A
| Nr | Lag         | S | V | O | F | GM | IM | MS  | P |
| -- | ----------- | - | - | - | - | -- | -- | --- | - |
| 1  | Ukraina     | 3 | 2 | 1 | 0 | 9  | 0  | +9  | 7 |
| 2  | USA         | 3 | 2 | 0 | 1 | 6  | 4  | +2  | 6 |
| 3  | Nya Zeeland | 3 | 1 | 1 | 1 | 5  | 5  | 0   | 4 |
| 4  | Burma       | 3 | 0 | 0 | 3 | 2  | 13 | −11 | 0 |

| 1            | 30 maj 2015  | Nya Zeeland | 0 – 0 | Ukraina | North Harbour Stadium                                      |                                                            |
| 13:00 UTC+12 | 13:00 UTC+12 |             |       |         | Auckland Publik: 25 000 Domare: Mauro Vigliano (Argentina) | Auckland Publik: 25 000 Domare: Mauro Vigliano (Argentina) |
| 13:00 UTC+12 | 13:00 UTC+12 |             |       |         | Auckland Publik: 25 000 Domare: Mauro Vigliano (Argentina) | Auckland Publik: 25 000 Domare: Mauro Vigliano (Argentina) |
| 13:00 UTC+12 | 13:00 UTC+12 |             |       |         | Auckland Publik: 25 000 Domare: Mauro Vigliano (Argentina) | Auckland Publik: 25 000 Domare: Mauro Vigliano (Argentina) |

| 2            | 30 maj 2015  | USA                  | 2 – 1   | Burma       | Northland Events Centre                                        |                                                                |
| 16:00 UTC+12 | 16:00 UTC+12 | Tall 17′ Hyndman 56′ | (1 – 1) | Y. N. Oo 9′ | Whangarei Publik: 5 816 Domare: Bernard Camille (Seychellerna) | Whangarei Publik: 5 816 Domare: Bernard Camille (Seychellerna) |
| 16:00 UTC+12 | 16:00 UTC+12 |                      |         |             | Whangarei Publik: 5 816 Domare: Bernard Camille (Seychellerna) | Whangarei Publik: 5 816 Domare: Bernard Camille (Seychellerna) |
| 16:00 UTC+12 | 16:00 UTC+12 |                      |         |             | Whangarei Publik: 5 816 Domare: Bernard Camille (Seychellerna) | Whangarei Publik: 5 816 Domare: Bernard Camille (Seychellerna) |

| 13           | 2 juni 2015  | Burma | 0 – 6   | Ukraina                                                                | Northland Events Centre                                             |                                                                     |
| 13:00 UTC+12 | 13:00 UTC+12 |       | (0 – 0) | Yaremchuk 51′ Luchkevych 54′ Kovalenko 57′, 77′ Sobol 68′ Besyedin 71′ | Whangarei Publik: 4 985 Domare: Ricardo Marques Ribeiro (Brasilien) | Whangarei Publik: 4 985 Domare: Ricardo Marques Ribeiro (Brasilien) |
| 13:00 UTC+12 | 13:00 UTC+12 |       |         |                                                                        | Whangarei Publik: 4 985 Domare: Ricardo Marques Ribeiro (Brasilien) | Whangarei Publik: 4 985 Domare: Ricardo Marques Ribeiro (Brasilien) |
| 13:00 UTC+12 | 13:00 UTC+12 |       |         |                                                                        | Whangarei Publik: 4 985 Domare: Ricardo Marques Ribeiro (Brasilien) | Whangarei Publik: 4 985 Domare: Ricardo Marques Ribeiro (Brasilien) |

| 14           | 2 juni 2015  | Nya Zeeland | 0 – 4   | USA                                   | North Harbour Stadium                                         |                                                               |
| 19:00 UTC+12 | 19:00 UTC+12 |             | (0 – 2) | Rubin 6′, 83′ Hyndman 33′ Arriola 58′ | Auckland Publik: 15 678 Domare: Antonio Mateu Lahoz (Spanien) | Auckland Publik: 15 678 Domare: Antonio Mateu Lahoz (Spanien) |
| 19:00 UTC+12 | 19:00 UTC+12 |             |         |                                       | Auckland Publik: 15 678 Domare: Antonio Mateu Lahoz (Spanien) | Auckland Publik: 15 678 Domare: Antonio Mateu Lahoz (Spanien) |
| 19:00 UTC+12 | 19:00 UTC+12 |             |         |                                       | Auckland Publik: 15 678 Domare: Antonio Mateu Lahoz (Spanien) | Auckland Publik: 15 678 Domare: Antonio Mateu Lahoz (Spanien) |

| 25           | 5 juni 2015  | Burma        | 1 – 5   | Nya Zeeland                                                        | Wellington Regional Stadium                           |                                                       |
| 19:00 UTC+12 | 19:00 UTC+12 | Aung Thu 28′ | (1 – 1) | Billingsley 40′ Patterson 47′ Stevens 78′ Brotherton 81′ Lewis 89′ | Wellington Publik: 15 527 Domare: Jhon Pitti (Panama) | Wellington Publik: 15 527 Domare: Jhon Pitti (Panama) |
| 19:00 UTC+12 | 19:00 UTC+12 |              |         |                                                                    | Wellington Publik: 15 527 Domare: Jhon Pitti (Panama) | Wellington Publik: 15 527 Domare: Jhon Pitti (Panama) |
| 19:00 UTC+12 | 19:00 UTC+12 |              |         |                                                                    | Wellington Publik: 15 527 Domare: Jhon Pitti (Panama) | Wellington Publik: 15 527 Domare: Jhon Pitti (Panama) |

| 26           | 5 juni 2015  | Ukraina                 | 3 – 0   | USA | North Harbour Stadium                                     |                                                           |
| 19:00 UTC+12 | 19:00 UTC+12 | Kovalenko 56′, 74′, 79′ | (0 – 0) |     | Auckland Publik: 7 694 Domare: Eric Otogo-Castane (Gabon) | Auckland Publik: 7 694 Domare: Eric Otogo-Castane (Gabon) |
| 19:00 UTC+12 | 19:00 UTC+12 |                         |         |     | Auckland Publik: 7 694 Domare: Eric Otogo-Castane (Gabon) | Auckland Publik: 7 694 Domare: Eric Otogo-Castane (Gabon) |
| 19:00 UTC+12 | 19:00 UTC+12 |                         |         |     | Auckland Publik: 7 694 Domare: Eric Otogo-Castane (Gabon) | Auckland Publik: 7 694 Domare: Eric Otogo-Castane (Gabon) |

### Grupp B
| Nr | Lag       | S | V | O | F | GM | IM | MS | P |
| -- | --------- | - | - | - | - | -- | -- | -- | - |
| 1  | Ghana     | 3 | 2 | 1 | 0 | 5  | 3  | +2 | 7 |
| 2  | Österrike | 3 | 1 | 2 | 0 | 3  | 2  | +1 | 5 |
| 3  | Argentina | 3 | 0 | 2 | 1 | 4  | 5  | −1 | 2 |
| 4  | Panama    | 3 | 0 | 1 | 2 | 3  | 5  | −2 | 1 |

| 3            | 30 maj 2015  | Argentina       | 2 – 2   | Panama                    | Wellington Regional Stadium                                   |                                                               |
| 16:00 UTC+12 | 16:00 UTC+12 | Correa 14′, 79′ | (1 – 1) | Rodríguez 19′ Escobar 84′ | Wellington Publik: 9 204 Domare: Artur Soares Dias (Portugal) | Wellington Publik: 9 204 Domare: Artur Soares Dias (Portugal) |
| 16:00 UTC+12 | 16:00 UTC+12 |                 |         |                           | Wellington Publik: 9 204 Domare: Artur Soares Dias (Portugal) | Wellington Publik: 9 204 Domare: Artur Soares Dias (Portugal) |
| 16:00 UTC+12 | 16:00 UTC+12 |                 |         |                           | Wellington Publik: 9 204 Domare: Artur Soares Dias (Portugal) | Wellington Publik: 9 204 Domare: Artur Soares Dias (Portugal) |

| 4            | 30 maj 2015  | Ghana                  | 1 – 1   | Österrike     | Wellington Regional Stadium                                      |                                                                  |
| 19:00 UTC+12 | 19:00 UTC+12 | Y. Yeboah 90+1′ (str.) | (0 – 0) | Gschweidl 50′ | Wellington Publik: 9 204 Domare: Fahad Al-Mirdasi (Saudiarabien) | Wellington Publik: 9 204 Domare: Fahad Al-Mirdasi (Saudiarabien) |
| 19:00 UTC+12 | 19:00 UTC+12 |                        |         |               | Wellington Publik: 9 204 Domare: Fahad Al-Mirdasi (Saudiarabien) | Wellington Publik: 9 204 Domare: Fahad Al-Mirdasi (Saudiarabien) |
| 19:00 UTC+12 | 19:00 UTC+12 |                        |         |               | Wellington Publik: 9 204 Domare: Fahad Al-Mirdasi (Saudiarabien) | Wellington Publik: 9 204 Domare: Fahad Al-Mirdasi (Saudiarabien) |

| 16           | 2 juni 2015  | Österrike                          | 2 – 1   | Panama      | Wellington Regional Stadium                             |                                                         |
| 16:00 UTC+12 | 16:00 UTC+12 | Hormechea 45+1′ (sjm.) Grubeck 51′ | (1 – 1) | Escobar 38′ | Wellington Publik: 2 009 Domare: Gehad Grisha (Egypten) | Wellington Publik: 2 009 Domare: Gehad Grisha (Egypten) |
| 16:00 UTC+12 | 16:00 UTC+12 |                                    |         |             | Wellington Publik: 2 009 Domare: Gehad Grisha (Egypten) | Wellington Publik: 2 009 Domare: Gehad Grisha (Egypten) |
| 16:00 UTC+12 | 16:00 UTC+12 |                                    |         |             | Wellington Publik: 2 009 Domare: Gehad Grisha (Egypten) | Wellington Publik: 2 009 Domare: Gehad Grisha (Egypten) |

| 15           | 2 juni 2015  | Argentina               | 2 – 3   | Ghana                                          | Wellington Regional Stadium                            |                                                        |
| 19:00 UTC+12 | 19:00 UTC+12 | Simeone 80′ Buendía 90′ | (0 – 1) | B. Tetteh 44′ Aboagye 59′ Y. Yeboah 69′ (str.) | Wellington Publik: 5 542 Domare: Ivan Bebek (Kroatien) | Wellington Publik: 5 542 Domare: Ivan Bebek (Kroatien) |
| 19:00 UTC+12 | 19:00 UTC+12 |                         |         |                                                | Wellington Publik: 5 542 Domare: Ivan Bebek (Kroatien) | Wellington Publik: 5 542 Domare: Ivan Bebek (Kroatien) |
| 19:00 UTC+12 | 19:00 UTC+12 |                         |         |                                                | Wellington Publik: 5 542 Domare: Ivan Bebek (Kroatien) | Wellington Publik: 5 542 Domare: Ivan Bebek (Kroatien) |

| 27           | 5 juni 2015  | Österrike | 0 – 0 | Argentina | Wellington Regional Stadium                          |                                                      |
| 16:00 UTC+12 | 16:00 UTC+12 |           |       |           | Wellington Publik: 13 874 Domare: Ryuji Sato (Japan) | Wellington Publik: 13 874 Domare: Ryuji Sato (Japan) |
| 16:00 UTC+12 | 16:00 UTC+12 |           |       |           | Wellington Publik: 13 874 Domare: Ryuji Sato (Japan) | Wellington Publik: 13 874 Domare: Ryuji Sato (Japan) |
| 16:00 UTC+12 | 16:00 UTC+12 |           |       |           | Wellington Publik: 13 874 Domare: Ryuji Sato (Japan) | Wellington Publik: 13 874 Domare: Ryuji Sato (Japan) |

| 28           | 5 juni 2015  | Panama | 0 – 1   | Ghana       | North Harbour Stadium                                   |                                                         |
| 16:00 UTC+12 | 16:00 UTC+12 |        | (0 – 0) | Boateng 82′ | Auckland Publik: 3 637 Domare: Daniele Orsato (Italien) | Auckland Publik: 3 637 Domare: Daniele Orsato (Italien) |
| 16:00 UTC+12 | 16:00 UTC+12 |        |         |             | Auckland Publik: 3 637 Domare: Daniele Orsato (Italien) | Auckland Publik: 3 637 Domare: Daniele Orsato (Italien) |
| 16:00 UTC+12 | 16:00 UTC+12 |        |         |             | Auckland Publik: 3 637 Domare: Daniele Orsato (Italien) | Auckland Publik: 3 637 Domare: Daniele Orsato (Italien) |

### Grupp C
| Nr | Lag      | S | V | O | F | GM | IM | MS | P |
| -- | -------- | - | - | - | - | -- | -- | -- | - |
| 1  | Portugal | 3 | 3 | 0 | 0 | 10 | 1  | +9 | 9 |
| 2  | Colombia | 3 | 1 | 1 | 1 | 3  | 4  | −1 | 4 |
| 3  | Senegal  | 3 | 1 | 1 | 1 | 3  | 5  | −2 | 4 |
| 4  | Qatar    | 3 | 0 | 0 | 3 | 1  | 7  | −6 | 0 |

| 5            | 31 maj 2015  | Qatar | 0 – 1   | Colombia      | Waikato Stadium                                          |                                                          |
| 13:00 UTC+12 | 13:00 UTC+12 |       | (0 – 1) | Rodríguez 24′ | Hamilton Publik: 7 461 Domare: Matt Conger (Nya Zeeland) | Hamilton Publik: 7 461 Domare: Matt Conger (Nya Zeeland) |
| 13:00 UTC+12 | 13:00 UTC+12 |       |         |               | Hamilton Publik: 7 461 Domare: Matt Conger (Nya Zeeland) | Hamilton Publik: 7 461 Domare: Matt Conger (Nya Zeeland) |
| 13:00 UTC+12 | 13:00 UTC+12 |       |         |               | Hamilton Publik: 7 461 Domare: Matt Conger (Nya Zeeland) | Hamilton Publik: 7 461 Domare: Matt Conger (Nya Zeeland) |

| 6            | 31 maj 2015  | Portugal                        | 3 – 0   | Senegal | Waikato Stadium                                             |                                                             |
| 16:00 UTC+12 | 16:00 UTC+12 | Martins 1′ Silva 90′ Nuno 90+2′ | (1 – 0) |         | Hamilton Publik: 10 362 Domare: César Arturo Ramos (Mexiko) | Hamilton Publik: 10 362 Domare: César Arturo Ramos (Mexiko) |
| 16:00 UTC+12 | 16:00 UTC+12 |                                 |         |         | Hamilton Publik: 10 362 Domare: César Arturo Ramos (Mexiko) | Hamilton Publik: 10 362 Domare: César Arturo Ramos (Mexiko) |
| 16:00 UTC+12 | 16:00 UTC+12 |                                 |         |         | Hamilton Publik: 10 362 Domare: César Arturo Ramos (Mexiko) | Hamilton Publik: 10 362 Domare: César Arturo Ramos (Mexiko) |

| 17           | 3 juni 2015  | Qatar | 0 – 4   | Portugal                           | Waikato Stadium                                           |                                                           |
| 16:00 UTC+12 | 16:00 UTC+12 |       | (0 – 2) | Silva 34′ Ivo 42′, 66′ Vigário 74′ | Hamilton Publik: 1 864 Domare: Daniel Fedorczuk (Uruguay) | Hamilton Publik: 1 864 Domare: Daniel Fedorczuk (Uruguay) |
| 16:00 UTC+12 | 16:00 UTC+12 |       |         |                                    | Hamilton Publik: 1 864 Domare: Daniel Fedorczuk (Uruguay) | Hamilton Publik: 1 864 Domare: Daniel Fedorczuk (Uruguay) |
| 16:00 UTC+12 | 16:00 UTC+12 |       |         |                                    | Hamilton Publik: 1 864 Domare: Daniel Fedorczuk (Uruguay) | Hamilton Publik: 1 864 Domare: Daniel Fedorczuk (Uruguay) |

| 18           | 3 juni 2015  | Senegal   | 1 – 1   | Colombia          | Waikato Stadium                                    |                                                    |
| 19:00 UTC+12 | 19:00 UTC+12 | Thiam 23′ | (1 – 1) | Zapata 43′ (str.) | Hamilton Publik: 3 981 Domare: István Vad (Ungern) | Hamilton Publik: 3 981 Domare: István Vad (Ungern) |
| 19:00 UTC+12 | 19:00 UTC+12 |           |         |                   | Hamilton Publik: 3 981 Domare: István Vad (Ungern) | Hamilton Publik: 3 981 Domare: István Vad (Ungern) |
| 19:00 UTC+12 | 19:00 UTC+12 |           |         |                   | Hamilton Publik: 3 981 Domare: István Vad (Ungern) | Hamilton Publik: 3 981 Domare: István Vad (Ungern) |

| 29           | 6 juni 2015  | Senegal            | 2 – 1   | Qatar           | Waikato Stadium                                       |                                                       |
| 13:00 UTC+12 | 13:00 UTC+12 | Sylla 76′ Koné 81′ | (0 – 1) | Afif 17′ (str.) | Hamilton Publik: 3 791 Domare: Felix Zwayer (Schweiz) | Hamilton Publik: 3 791 Domare: Felix Zwayer (Schweiz) |
| 13:00 UTC+12 | 13:00 UTC+12 |                    |         |                 | Hamilton Publik: 3 791 Domare: Felix Zwayer (Schweiz) | Hamilton Publik: 3 791 Domare: Felix Zwayer (Schweiz) |
| 13:00 UTC+12 | 13:00 UTC+12 |                    |         |                 | Hamilton Publik: 3 791 Domare: Felix Zwayer (Schweiz) | Hamilton Publik: 3 791 Domare: Felix Zwayer (Schweiz) |

| 30           | 6 juni 2015  | Colombia  | 1 – 3   | Portugal                        | Otago Stadium                                             |                                                           |
| 13:00 UTC+12 | 13:00 UTC+12 | Borré 74′ | (0 – 1) | Santos 3′ Silva 55′ (str.), 67′ | Dunedin Publik: 6 950 Domare: Henry Bejarano (Costa Rica) | Dunedin Publik: 6 950 Domare: Henry Bejarano (Costa Rica) |
| 13:00 UTC+12 | 13:00 UTC+12 |           |         |                                 | Dunedin Publik: 6 950 Domare: Henry Bejarano (Costa Rica) | Dunedin Publik: 6 950 Domare: Henry Bejarano (Costa Rica) |
| 13:00 UTC+12 | 13:00 UTC+12 |           |         |                                 | Dunedin Publik: 6 950 Domare: Henry Bejarano (Costa Rica) | Dunedin Publik: 6 950 Domare: Henry Bejarano (Costa Rica) |

### Grupp D
| Nr | Lag     | S | V | O | F | GM | IM | MS | P |
| -- | ------- | - | - | - | - | -- | -- | -- | - |
| 1  | Serbien | 3 | 2 | 0 | 1 | 4  | 1  | +3 | 6 |
| 2  | Uruguay | 3 | 1 | 1 | 1 | 3  | 3  | 0  | 4 |
| 3  | Mali    | 3 | 1 | 1 | 1 | 3  | 3  | 0  | 4 |
| 4  | Mexiko  | 3 | 1 | 0 | 2 | 2  | 5  | −3 | 3 |

| 7            | 31 maj 2015  | Mexiko | 0 – 2   | Mali                     | Otago Stadium                                         |                                                       |
| 13:00 UTC+12 | 13:00 UTC+12 |        | (0 – 0) | A. Traoré 77′ Gbakle 79′ | Dunedin Publik: 4 299 Domare: Felix Zwayer (Tyskland) | Dunedin Publik: 4 299 Domare: Felix Zwayer (Tyskland) |
| 13:00 UTC+12 | 13:00 UTC+12 |        |         |                          | Dunedin Publik: 4 299 Domare: Felix Zwayer (Tyskland) | Dunedin Publik: 4 299 Domare: Felix Zwayer (Tyskland) |
| 13:00 UTC+12 | 13:00 UTC+12 |        |         |                          | Dunedin Publik: 4 299 Domare: Felix Zwayer (Tyskland) | Dunedin Publik: 4 299 Domare: Felix Zwayer (Tyskland) |

| 8            | 31 maj 2015  | Uruguay     | 1 – 0   | Serbien | Otago Stadium                                    |                                                  |
| 16:00 UTC+12 | 16:00 UTC+12 | Pereiro 56′ | (0 – 0) |         | Dunedin Publik: 6 048 Domare: Ryuji Sato (Japan) | Dunedin Publik: 6 048 Domare: Ryuji Sato (Japan) |
| 16:00 UTC+12 | 16:00 UTC+12 |             |         |         | Dunedin Publik: 6 048 Domare: Ryuji Sato (Japan) | Dunedin Publik: 6 048 Domare: Ryuji Sato (Japan) |
| 16:00 UTC+12 | 16:00 UTC+12 |             |         |         | Dunedin Publik: 6 048 Domare: Ryuji Sato (Japan) | Dunedin Publik: 6 048 Domare: Ryuji Sato (Japan) |

| 19           | 3 juni 2015  | Mexiko                     | 2 – 1   | Uruguay    | Otago Stadium                                           |                                                         |
| 16:00 UTC+12 | 16:00 UTC+12 | Lozano 71′ Gutiérrez 90+3′ | (0 – 0) | Suárez 83′ | Dunedin Publik: 2 038 Domare: Ovidiu Hațegan (Rumänien) | Dunedin Publik: 2 038 Domare: Ovidiu Hațegan (Rumänien) |
| 16:00 UTC+12 | 16:00 UTC+12 |                            |         |            | Dunedin Publik: 2 038 Domare: Ovidiu Hațegan (Rumänien) | Dunedin Publik: 2 038 Domare: Ovidiu Hațegan (Rumänien) |
| 16:00 UTC+12 | 16:00 UTC+12 |                            |         |            | Dunedin Publik: 2 038 Domare: Ovidiu Hațegan (Rumänien) | Dunedin Publik: 2 038 Domare: Ovidiu Hațegan (Rumänien) |

| 20           | 3 juni 2015  | Serbien                            | 2 – 0   | Mali | Otago Stadium                                          |                                                        |
| 19:00 UTC+12 | 19:00 UTC+12 | S. Milinković-Savić 27′ Mandić 74′ | (1 – 0) |      | Dunedin Publik: 4 012 Domare: Roddy Zambrano (Ecuador) | Dunedin Publik: 4 012 Domare: Roddy Zambrano (Ecuador) |
| 19:00 UTC+12 | 19:00 UTC+12 |                                    |         |      | Dunedin Publik: 4 012 Domare: Roddy Zambrano (Ecuador) | Dunedin Publik: 4 012 Domare: Roddy Zambrano (Ecuador) |
| 19:00 UTC+12 | 19:00 UTC+12 |                                    |         |      | Dunedin Publik: 4 012 Domare: Roddy Zambrano (Ecuador) | Dunedin Publik: 4 012 Domare: Roddy Zambrano (Ecuador) |

| 31           | 6 juni 2015  | Serbien                    | 2 – 0   | Mexiko | Otago Stadium                                                     |                                                                   |
| 16:00 UTC+12 | 16:00 UTC+12 | Maksimović 2′ Živković 43′ | (2 – 0) |        | Dunedin Publik: 9 248 Domare: Ricardo Marques Ribeiro (Brasilien) | Dunedin Publik: 9 248 Domare: Ricardo Marques Ribeiro (Brasilien) |
| 16:00 UTC+12 | 16:00 UTC+12 |                            |         |        | Dunedin Publik: 9 248 Domare: Ricardo Marques Ribeiro (Brasilien) | Dunedin Publik: 9 248 Domare: Ricardo Marques Ribeiro (Brasilien) |
| 16:00 UTC+12 | 16:00 UTC+12 |                            |         |        | Dunedin Publik: 9 248 Domare: Ricardo Marques Ribeiro (Brasilien) | Dunedin Publik: 9 248 Domare: Ricardo Marques Ribeiro (Brasilien) |

| 32           | 6 juni 2015  | Mali          | 1 – 1   | Uruguay    | Waikato Stadium                                             |                                                             |
| 16:00 UTC+12 | 16:00 UTC+12 | A. Traoré 44′ | (1 – 1) | Acosta 17′ | Hamilton Publik: 6 791 Domare: Artur Soares Dias (Portugal) | Hamilton Publik: 6 791 Domare: Artur Soares Dias (Portugal) |
| 16:00 UTC+12 | 16:00 UTC+12 |               |         |            | Hamilton Publik: 6 791 Domare: Artur Soares Dias (Portugal) | Hamilton Publik: 6 791 Domare: Artur Soares Dias (Portugal) |
| 16:00 UTC+12 | 16:00 UTC+12 |               |         |            | Hamilton Publik: 6 791 Domare: Artur Soares Dias (Portugal) | Hamilton Publik: 6 791 Domare: Artur Soares Dias (Portugal) |

### Grupp E
| Nr | Lag       | S | V | O | F | GM | IM | MS  | P |
| -- | --------- | - | - | - | - | -- | -- | --- | - |
| 1  | Brasilien | 3 | 3 | 0 | 0 | 9  | 3  | +6  | 9 |
| 2  | Nigeria   | 3 | 2 | 0 | 1 | 8  | 4  | +4  | 6 |
| 3  | Ungern    | 3 | 1 | 0 | 2 | 6  | 5  | +1  | 3 |
| 4  | Nordkorea | 3 | 0 | 0 | 3 | 1  | 12 | −11 | 0 |

| 9            | 1 juni 2015  | Nigeria                | 2 – 4   | Brasilien                                       | Stadium Taranaki                                            |                                                             |
| 13:00 UTC+12 | 13:00 UTC+12 | Success 10′ Yahaya 28′ | (2 – 2) | Gabriel Jesus 4′ Judivan 34′, 82′ Boschilia 59′ | New Plymouth Publik: 5 887 Domare: Daniele Orsato (Italien) | New Plymouth Publik: 5 887 Domare: Daniele Orsato (Italien) |
| 13:00 UTC+12 | 13:00 UTC+12 |                        |         |                                                 | New Plymouth Publik: 5 887 Domare: Daniele Orsato (Italien) | New Plymouth Publik: 5 887 Domare: Daniele Orsato (Italien) |
| 13:00 UTC+12 | 13:00 UTC+12 |                        |         |                                                 | New Plymouth Publik: 5 887 Domare: Daniele Orsato (Italien) | New Plymouth Publik: 5 887 Domare: Daniele Orsato (Italien) |

| 10           | 1 juni 2015  | Nordkorea        | 1 – 5   | Ungern                                     | Stadium Taranaki                                               |                                                                |
| 16:00 UTC+12 | 16:00 UTC+12 | Choe Ju-song 32′ | (1 – 2) | Mervó 17′, 49′, 82′ Kalmár 33′ Forgács 60′ | New Plymouth Publik: 8 153 Domare: Henry Bejarano (Costa Rica) | New Plymouth Publik: 8 153 Domare: Henry Bejarano (Costa Rica) |
| 16:00 UTC+12 | 16:00 UTC+12 |                  |         |                                            | New Plymouth Publik: 8 153 Domare: Henry Bejarano (Costa Rica) | New Plymouth Publik: 8 153 Domare: Henry Bejarano (Costa Rica) |
| 16:00 UTC+12 | 16:00 UTC+12 |                  |         |                                            | New Plymouth Publik: 8 153 Domare: Henry Bejarano (Costa Rica) | New Plymouth Publik: 8 153 Domare: Henry Bejarano (Costa Rica) |

| 21           | 4 juni 2015  | Nigeria                                 | 4 – 0   | Nordkorea | Stadium Taranaki                                              |                                                               |
| 16:00 UTC+12 | 16:00 UTC+12 | Saviour 48′, 51′ Sokari 71′ Success 80′ | (0 – 0) |           | New Plymouth Publik: 1 114 Domare: Mauro Vigliano (Argentina) | New Plymouth Publik: 1 114 Domare: Mauro Vigliano (Argentina) |
| 16:00 UTC+12 | 16:00 UTC+12 |                                         |         |           | New Plymouth Publik: 1 114 Domare: Mauro Vigliano (Argentina) | New Plymouth Publik: 1 114 Domare: Mauro Vigliano (Argentina) |
| 16:00 UTC+12 | 16:00 UTC+12 |                                         |         |           | New Plymouth Publik: 1 114 Domare: Mauro Vigliano (Argentina) | New Plymouth Publik: 1 114 Domare: Mauro Vigliano (Argentina) |

| 22           | 4 juni 2015  | Ungern   | 1 – 2   | Brasilien                     | Stadium Taranaki                                                   |                                                                    |
| 19:00 UTC+12 | 19:00 UTC+12 | Mervó 8′ | (1 – 0) | Danilo 50′ Pereira 86′ (str.) | New Plymouth Publik: 4 077 Domare: Fahad Al-Mirdasi (Saudiarabien) | New Plymouth Publik: 4 077 Domare: Fahad Al-Mirdasi (Saudiarabien) |
| 19:00 UTC+12 | 19:00 UTC+12 |          |         |                               | New Plymouth Publik: 4 077 Domare: Fahad Al-Mirdasi (Saudiarabien) | New Plymouth Publik: 4 077 Domare: Fahad Al-Mirdasi (Saudiarabien) |
| 19:00 UTC+12 | 19:00 UTC+12 |          |         |                               | New Plymouth Publik: 4 077 Domare: Fahad Al-Mirdasi (Saudiarabien) | New Plymouth Publik: 4 077 Domare: Fahad Al-Mirdasi (Saudiarabien) |

| 33           | 7 juni 2015  | Ungern | 0 – 2   | Nigeria          | Stadium Taranaki                                            |                                                             |
| 17:00 UTC+12 | 17:00 UTC+12 |        | (0 – 1) | Awoniyi 33′, 54′ | New Plymouth Publik: 3 184 Domare: Roddy Zambrano (Ecuador) | New Plymouth Publik: 3 184 Domare: Roddy Zambrano (Ecuador) |
| 17:00 UTC+12 | 17:00 UTC+12 |        |         |                  | New Plymouth Publik: 3 184 Domare: Roddy Zambrano (Ecuador) | New Plymouth Publik: 3 184 Domare: Roddy Zambrano (Ecuador) |
| 17:00 UTC+12 | 17:00 UTC+12 |        |         |                  | New Plymouth Publik: 3 184 Domare: Roddy Zambrano (Ecuador) | New Plymouth Publik: 3 184 Domare: Roddy Zambrano (Ecuador) |

| 34           | 7 juni 2015  | Brasilien                                               | 3 – 0   | Nordkorea | Christchurch Stadium                                          |                                                               |
| 17:00 UTC+12 | 17:00 UTC+12 | Min Hyo-song 60′ (sjm.) Jean Carlos 66′ Léo Pereira 86′ | (0 – 0) |           | Christchurch Publik: 15 298 Domare: Matt Conger (Nya Zeeland) | Christchurch Publik: 15 298 Domare: Matt Conger (Nya Zeeland) |
| 17:00 UTC+12 | 17:00 UTC+12 |                                                         |         |           | Christchurch Publik: 15 298 Domare: Matt Conger (Nya Zeeland) | Christchurch Publik: 15 298 Domare: Matt Conger (Nya Zeeland) |
| 17:00 UTC+12 | 17:00 UTC+12 |                                                         |         |           | Christchurch Publik: 15 298 Domare: Matt Conger (Nya Zeeland) | Christchurch Publik: 15 298 Domare: Matt Conger (Nya Zeeland) |

### Grupp F
| Nr | Lag        | S | V | O | F | GM | IM | MS  | P |
| -- | ---------- | - | - | - | - | -- | -- | --- | - |
| 1  | Tyskland   | 3 | 3 | 0 | 0 | 16 | 2  | +14 | 9 |
| 2  | Uzbekistan | 3 | 1 | 0 | 2 | 6  | 7  | −1  | 3 |
| 3  | Honduras   | 3 | 1 | 0 | 2 | 5  | 11 | −6  | 3 |
| 4  | Fiji       | 3 | 1 | 0 | 2 | 4  | 11 | −7  | 3 |

| 11           | 1 juni 2015  | Tyskland                                                                                 | 8 – 1   | Fiji        | Christchurch Stadium                                   |                                                        |
| 13:00 UTC+12 | 13:00 UTC+12 | Stark 18′, 27′ Stendera 20′ (str.) Prömel 23′ Mukhtar 34′, 40′, 89′ (str.) Stefaniak 68′ | (6 – 0) | Verevou 48′ | Christchurch Publik: 5 296 Domare: Jhon Pitti (Panama) | Christchurch Publik: 5 296 Domare: Jhon Pitti (Panama) |
| 13:00 UTC+12 | 13:00 UTC+12 |                                                                                          |         |             | Christchurch Publik: 5 296 Domare: Jhon Pitti (Panama) | Christchurch Publik: 5 296 Domare: Jhon Pitti (Panama) |
| 13:00 UTC+12 | 13:00 UTC+12 |                                                                                          |         |             | Christchurch Publik: 5 296 Domare: Jhon Pitti (Panama) | Christchurch Publik: 5 296 Domare: Jhon Pitti (Panama) |

| 12           | 1 juni 2015  | Uzbekistan                                  | 3 – 4   | Honduras                                   | Christchurch Stadium                                          |                                                               |
| 16:00 UTC+12 | 16:00 UTC+12 | Khamdamov 31′ Shomurodov 79′ Urinboev 90+6′ | (1 – 2) | Benavídez 4′ Róchez 20′, 90+2′ Álvarez 49′ | Christchurch Publik: 6 679 Domare: Eric Otogo-Castane (Gabon) | Christchurch Publik: 6 679 Domare: Eric Otogo-Castane (Gabon) |
| 16:00 UTC+12 | 16:00 UTC+12 |                                             |         |                                            | Christchurch Publik: 6 679 Domare: Eric Otogo-Castane (Gabon) | Christchurch Publik: 6 679 Domare: Eric Otogo-Castane (Gabon) |
| 16:00 UTC+12 | 16:00 UTC+12 |                                             |         |                                            | Christchurch Publik: 6 679 Domare: Eric Otogo-Castane (Gabon) | Christchurch Publik: 6 679 Domare: Eric Otogo-Castane (Gabon) |

| 23           | 4 juni 2015  | Tyskland                       | 3 – 0   | Uzbekistan | Christchurch Stadium                                           |                                                                |
| 19:00 UTC+12 | 19:00 UTC+12 | Stendera 33′, 85′ Akpoguma 59′ | (3 – 0) |            | Christchurch Publik: 3 393 Domare: César Arturo Ramos (Mexiko) | Christchurch Publik: 3 393 Domare: César Arturo Ramos (Mexiko) |
| 19:00 UTC+12 | 19:00 UTC+12 |                                |         |            | Christchurch Publik: 3 393 Domare: César Arturo Ramos (Mexiko) | Christchurch Publik: 3 393 Domare: César Arturo Ramos (Mexiko) |
| 19:00 UTC+12 | 19:00 UTC+12 |                                |         |            | Christchurch Publik: 3 393 Domare: César Arturo Ramos (Mexiko) | Christchurch Publik: 3 393 Domare: César Arturo Ramos (Mexiko) |

| 24           | 4 juni 2015  | Honduras | 0 – 3   | Fiji                                    | Christchurch Stadium                                         |                                                              |
| 16:00 UTC+12 | 16:00 UTC+12 |          | (0 – 3) | Verevou 14′ Waqa 19′ Álvarez 45′ (sjm.) | Christchurch Publik: 1 220 Domare: Kim Jong-hyeok (Sydkorea) | Christchurch Publik: 1 220 Domare: Kim Jong-hyeok (Sydkorea) |
| 16:00 UTC+12 | 16:00 UTC+12 |          |         |                                         | Christchurch Publik: 1 220 Domare: Kim Jong-hyeok (Sydkorea) | Christchurch Publik: 1 220 Domare: Kim Jong-hyeok (Sydkorea) |
| 16:00 UTC+12 | 16:00 UTC+12 |          |         |                                         | Christchurch Publik: 1 220 Domare: Kim Jong-hyeok (Sydkorea) | Christchurch Publik: 1 220 Domare: Kim Jong-hyeok (Sydkorea) |

| 35           | 7 juni 2015  | Honduras           | 1 – 5   | Tyskland                                                       | Christchurch Stadium                                           |                                                                |
| 14:00 UTC+12 | 14:00 UTC+12 | Schwäbe 19′ (sjm.) | (1 – 2) | Stendera 2′ (str.) Brandt 30′ Mukhtar 50′ Prömel 62′ Stark 81′ | Christchurch Publik: 12 045 Domare: Daniel Fedorczuk (Uruguay) | Christchurch Publik: 12 045 Domare: Daniel Fedorczuk (Uruguay) |
| 14:00 UTC+12 | 14:00 UTC+12 |                    |         |                                                                | Christchurch Publik: 12 045 Domare: Daniel Fedorczuk (Uruguay) | Christchurch Publik: 12 045 Domare: Daniel Fedorczuk (Uruguay) |
| 14:00 UTC+12 | 14:00 UTC+12 |                    |         |                                                                | Christchurch Publik: 12 045 Domare: Daniel Fedorczuk (Uruguay) | Christchurch Publik: 12 045 Domare: Daniel Fedorczuk (Uruguay) |

| 36           | 7 juni 2015  | Fiji | 0 – 3   | Uzbekistan                                | Northland Events Centre                                        |                                                                |
| 14:00 UTC+12 | 14:00 UTC+12 |      | (0 – 0) | Shomurodov 62′ Urinboev 63′ Kosimov 90+3′ | Whangarei Publik: 5 011 Domare: Bernard Camille (Seychellerna) | Whangarei Publik: 5 011 Domare: Bernard Camille (Seychellerna) |
| 14:00 UTC+12 | 14:00 UTC+12 |      |         |                                           | Whangarei Publik: 5 011 Domare: Bernard Camille (Seychellerna) | Whangarei Publik: 5 011 Domare: Bernard Camille (Seychellerna) |
| 14:00 UTC+12 | 14:00 UTC+12 |      |         |                                           | Whangarei Publik: 5 011 Domare: Bernard Camille (Seychellerna) | Whangarei Publik: 5 011 Domare: Bernard Camille (Seychellerna) |

### Ranking av tredjeplacerade lag
| Nr | Lag (grupp)     | S | V | O | F | GM | IM | MS | P |
| -- | --------------- | - | - | - | - | -- | -- | -- | - |
| 1  | Nya Zeeland (A) | 3 | 1 | 1 | 1 | 5  | 5  | 0  | 4 |
| 2  | Mali (D)        | 3 | 1 | 1 | 1 | 3  | 3  | 0  | 4 |
| 3  | Senegal (C)     | 3 | 1 | 1 | 1 | 3  | 5  | −2 | 4 |
| 4  | Ungern (E)      | 3 | 1 | 0 | 2 | 6  | 5  | +1 | 3 |
| 5  | Honduras (F)    | 3 | 1 | 0 | 2 | 5  | 11 | −6 | 3 |
| 6  | Argentina (B)   | 3 | 0 | 2 | 1 | 4  | 5  | −1 | 2 |

## Slutspel

### Slutspelsträd
|  | Åttondelsfinaler | Åttondelsfinaler | Åttondelsfinaler |                  |                  | Kvartsfinaler       | Kvartsfinaler       | Kvartsfinaler       |       |  | Semifinaler | Semifinaler | Semifinaler |  |  | Final                         | Final                         | Final                         |
|  |                  |                  |                  |                  |                  |                     |                     |                     |       |  |             |             |             |  |  |                               |                               |                               |
|  | Brasilien (str.) | Brasilien (str.) | 0 (5)            |                  |                  |                     |                     |                     |       |  |             |             |             |  |  | Denna tabell: visa • redigera | Denna tabell: visa • redigera | Denna tabell: visa • redigera |
|  | Brasilien (str.) | Brasilien (str.) | 0 (5)            |                  |                  |                     |                     |                     |       |  |             |             |             |  |  | Denna tabell: visa • redigera | Denna tabell: visa • redigera | Denna tabell: visa • redigera |
|  | Uruguay          | Uruguay          | 0 (4)            |                  |                  |                     |                     |                     |       |  |             |             |             |  |  | Denna tabell: visa • redigera | Denna tabell: visa • redigera | Denna tabell: visa • redigera |
|  | Uruguay          | Uruguay          | 0 (4)            | Brasilien (str.) | Brasilien (str.) | 0 (3)               |                     |                     |       |  |             |             |             |  |  | Denna tabell: visa • redigera | Denna tabell: visa • redigera | Denna tabell: visa • redigera |
|  |                  |                  |                  | Brasilien (str.) | Brasilien (str.) | 0 (3)               |                     |                     |       |  |             |             |             |  |  | Denna tabell: visa • redigera | Denna tabell: visa • redigera | Denna tabell: visa • redigera |
|  |                  |                  | Portugal         | Portugal         | 0 (1)            |                     |                     |                     |       |  |             |             |             |  |  | Denna tabell: visa • redigera | Denna tabell: visa • redigera | Denna tabell: visa • redigera |
|  | Portugal         | Portugal         | Portugal         | Portugal         | 0 (1)            | 2                   |                     |                     |       |  |             |             |             |  |  | Denna tabell: visa • redigera | Denna tabell: visa • redigera | Denna tabell: visa • redigera |
|  | Portugal         | Portugal         |                  |                  |                  | 2                   |                     |                     |       |  |             |             |             |  |  | Denna tabell: visa • redigera | Denna tabell: visa • redigera | Denna tabell: visa • redigera |
|  | Nya Zeeland      | Nya Zeeland      | 1                |                  |                  |                     |                     |                     |       |  |             |             |             |  |  | Denna tabell: visa • redigera | Denna tabell: visa • redigera | Denna tabell: visa • redigera |
|  | Nya Zeeland      | Nya Zeeland      | 1                | Brasilien        | Brasilien        | 5                   |                     |                     |       |  |             |             |             |  |  | Denna tabell: visa • redigera | Denna tabell: visa • redigera | Denna tabell: visa • redigera |
|  |                  |                  |                  |                  |                  | 5                   |                     |                     |       |  |             |             |             |  |  | Denna tabell: visa • redigera | Denna tabell: visa • redigera | Denna tabell: visa • redigera |
|  |                  |                  | Senegal          | Senegal          | 0                |                     |                     |                     |       |  |             |             |             |  |  | Denna tabell: visa • redigera | Denna tabell: visa • redigera | Denna tabell: visa • redigera |
|  | Österrike        | Österrike        | Senegal          | Senegal          | 0                | 0                   |                     |                     |       |  |             |             |             |  |  | Denna tabell: visa • redigera | Denna tabell: visa • redigera | Denna tabell: visa • redigera |
|  | Österrike        | Österrike        |                  |                  |                  | 0                   |                     |                     |       |  |             |             |             |  |  | Denna tabell: visa • redigera | Denna tabell: visa • redigera | Denna tabell: visa • redigera |
|  | Uzbekistan       | Uzbekistan       | 2                |                  |                  |                     |                     |                     |       |  |             |             |             |  |  | Denna tabell: visa • redigera | Denna tabell: visa • redigera | Denna tabell: visa • redigera |
|  | Uzbekistan       | Uzbekistan       | 2                | Uzbekistan       | Uzbekistan       | 0                   |                     |                     |       |  |             |             |             |  |  | Denna tabell: visa • redigera | Denna tabell: visa • redigera | Denna tabell: visa • redigera |
|  |                  |                  |                  | Uzbekistan       | Uzbekistan       | 0                   |                     |                     |       |  |             |             |             |  |  | Denna tabell: visa • redigera | Denna tabell: visa • redigera | Denna tabell: visa • redigera |
|  |                  |                  | Senegal          | Senegal          | 1                |                     |                     |                     |       |  |             |             |             |  |  | Denna tabell: visa • redigera | Denna tabell: visa • redigera | Denna tabell: visa • redigera |
|  | Ukraina          | Ukraina          | Senegal          | Senegal          | 1                | 1 (1)               |                     |                     |       |  |             |             |             |  |  | Denna tabell: visa • redigera | Denna tabell: visa • redigera | Denna tabell: visa • redigera |
|  | Ukraina          | Ukraina          |                  |                  |                  |                     |                     |                     |       |  |             |             |             |  |  | Denna tabell: visa • redigera | Denna tabell: visa • redigera | Denna tabell: visa • redigera |
|  | Senegal (str.)   | Senegal (str.)   | 1 (3)            |                  |                  |                     |                     |                     |       |  |             |             |             |  |  | Denna tabell: visa • redigera | Denna tabell: visa • redigera | Denna tabell: visa • redigera |
|  | Senegal (str.)   | Senegal (str.)   | 1 (3)            | Brasilien        | Brasilien        | 1                   |                     |                     |       |  |             |             |             |  |  |                               |                               |                               |
|  |                  |                  |                  |                  |                  | 1                   |                     |                     |       |  |             |             |             |  |  |                               |                               |                               |
|  |                  |                  | Serbien (e.f.)   | Serbien (e.f.)   | 2                |                     |                     |                     |       |  |             |             |             |  |  |                               |                               |                               |
|  | USA              | USA              | Serbien (e.f.)   | Serbien (e.f.)   | 2                | 1                   |                     |                     |       |  |             |             |             |  |  |                               |                               |                               |
|  | USA              | USA              |                  |                  |                  | 1                   |                     |                     |       |  |             |             |             |  |  |                               |                               |                               |
|  | Colombia         | Colombia         | 0                |                  |                  |                     |                     |                     |       |  |             |             |             |  |  |                               |                               |                               |
|  | Colombia         | Colombia         | 0                | USA              | USA              | 0 (5)               |                     |                     |       |  |             |             |             |  |  |                               |                               |                               |
|  |                  |                  |                  | USA              | USA              | 0 (5)               |                     |                     |       |  |             |             |             |  |  |                               |                               |                               |
|  |                  |                  | Serbien (str.)   | Serbien (str.)   | 0 (6)            |                     |                     |                     |       |  |             |             |             |  |  |                               |                               |                               |
|  | Serbien (e.f.)   | Serbien (e.f.)   | Serbien (str.)   | Serbien (str.)   | 0 (6)            | 2                   |                     |                     |       |  |             |             |             |  |  |                               |                               |                               |
|  | Serbien (e.f.)   | Serbien (e.f.)   |                  |                  |                  | 2                   |                     |                     |       |  |             |             |             |  |  |                               |                               |                               |
|  | Ungern           | Ungern           | 1                |                  |                  |                     |                     |                     |       |  |             |             |             |  |  |                               |                               |                               |
|  | Ungern           | Ungern           | 1                | Serbien (e.f.)   | Serbien (e.f.)   | 2                   |                     |                     |       |  |             |             |             |  |  |                               |                               |                               |
|  |                  |                  |                  |                  |                  | 2                   |                     |                     |       |  |             |             |             |  |  |                               |                               |                               |
|  |                  |                  | Mali             | Mali             | 1                |                     |                     |                     |       |  |             |             |             |  |  |                               |                               |                               |
|  | Ghana            | Ghana            | Mali             | Mali             | 1                | 0                   |                     |                     |       |  |             |             |             |  |  |                               |                               |                               |
|  | Ghana            | Ghana            |                  |                  |                  |                     |                     |                     |       |  |             |             |             |  |  |                               |                               |                               |
|  | Mali             | Mali             | 3                |                  |                  | Match om tredjepris | Match om tredjepris | Match om tredjepris |       |  |             |             |             |  |  |                               |                               |                               |
|  | Mali             | Mali             | 3                | Mali (str.)      | Mali (str.)      | Match om tredjepris | Match om tredjepris | Match om tredjepris | 1 (4) |  |             |             |             |  |  |                               |                               |                               |
|  |                  |                  |                  | Mali (str.)      | Mali (str.)      |                     |                     |                     | 1 (4) |  |             |             |             |  |  |                               |                               |                               |
|  |                  |                  | Tyskland         | Tyskland         | 1 (3)            |                     |                     |                     |       |  |             |             |             |  |  |                               |                               |                               |
|  | Tyskland         | Tyskland         | Tyskland         | Tyskland         | 1 (3)            | 1                   | Senegal             | Senegal             | 1     |  |             |             |             |  |  |                               |                               |                               |
|  | Tyskland         | Tyskland         |                  |                  |                  |                     |                     | Senegal             | 1     |  |             |             |             |  |  |                               |                               |                               |
|  | Nigeria          | Nigeria          | 0                |                  |                  | Mali                | Mali                | 3                   |       |  |             |             |             |  |  |                               |                               |                               |
|  | Nigeria          | Nigeria          | 0                |                  |                  | Mali                | Mali                | 3                   |       |  |             |             |             |  |  |                               |                               |                               |

### Åttondelsfinaler
| 37           | 10 juni 2015 | Ghana | 0 – 3   | Mali                                  | Wellington Regional Stadium                             |                                                         |
| 16:00 UTC+12 | 16:00 UTC+12 |       | (0 – 1) | Samassékou 20′ Gbakle 53′ Doumbia 81′ | Wellington Publik: 2 235 Domare: Gehad Grisha (Egypten) | Wellington Publik: 2 235 Domare: Gehad Grisha (Egypten) |
| 16:00 UTC+12 | 16:00 UTC+12 |       |         |                                       | Wellington Publik: 2 235 Domare: Gehad Grisha (Egypten) | Wellington Publik: 2 235 Domare: Gehad Grisha (Egypten) |
| 16:00 UTC+12 | 16:00 UTC+12 |       |         |                                       | Wellington Publik: 2 235 Domare: Gehad Grisha (Egypten) | Wellington Publik: 2 235 Domare: Gehad Grisha (Egypten) |

| 38           | 10 juni 2015 | Serbien                            | 2 – 1 (e.fl.) | Ungern    | Otago Stadium                                               |                                                             |
| 16:00 UTC+12 | 16:00 UTC+12 | Šaponjić 90+1′ Talabér 118′ (sjm.) | (0 – 1)       | Mervó 57′ | Dunedin Publik: 5 149 Domare: Antonio Mateu Lahoz (Spanien) | Dunedin Publik: 5 149 Domare: Antonio Mateu Lahoz (Spanien) |
| 16:00 UTC+12 | 16:00 UTC+12 |                                    |               |           | Dunedin Publik: 5 149 Domare: Antonio Mateu Lahoz (Spanien) | Dunedin Publik: 5 149 Domare: Antonio Mateu Lahoz (Spanien) |
| 16:00 UTC+12 | 16:00 UTC+12 |                                    |               |           | Dunedin Publik: 5 149 Domare: Antonio Mateu Lahoz (Spanien) | Dunedin Publik: 5 149 Domare: Antonio Mateu Lahoz (Spanien) |

| 39           | 10 juni 2015 | USA       | 1 – 0   | Colombia | Wellington Regional Stadium                            |                                                        |
| 19:30 UTC+12 | 19:30 UTC+12 | Rubin 58′ | (0 – 0) |          | Wellington Publik: 6 062 Domare: Ivan Bebek (Kroatien) | Wellington Publik: 6 062 Domare: Ivan Bebek (Kroatien) |
| 19:30 UTC+12 | 19:30 UTC+12 |           |         |          | Wellington Publik: 6 062 Domare: Ivan Bebek (Kroatien) | Wellington Publik: 6 062 Domare: Ivan Bebek (Kroatien) |
| 19:30 UTC+12 | 19:30 UTC+12 |           |         |          | Wellington Publik: 6 062 Domare: Ivan Bebek (Kroatien) | Wellington Publik: 6 062 Domare: Ivan Bebek (Kroatien) |

| 40           | 10 juni 2015 | Ukraina                            | 1 – 1 (e.fl.)              | Senegal          | North Harbour Stadium                                              |                                                                    |
| 19:30 UTC+12 | 19:30 UTC+12 | Besyedin 70′                       | (0 – 0)                    | Sarr 83′         | Auckland Publik: 6 905 Domare: Ricardo Marques Ribeiro (Brasilien) | Auckland Publik: 6 905 Domare: Ricardo Marques Ribeiro (Brasilien) |
| 19:30 UTC+12 | 19:30 UTC+12 |                                    |                            |                  | Auckland Publik: 6 905 Domare: Ricardo Marques Ribeiro (Brasilien) | Auckland Publik: 6 905 Domare: Ricardo Marques Ribeiro (Brasilien) |
| 19:30 UTC+12 | 19:30 UTC+12 | Chumak Kharatin Habelok Luchkevych | Straffsparksläggning 1 – 3 | Sarr Sylla Niang | Auckland Publik: 6 905 Domare: Ricardo Marques Ribeiro (Brasilien) | Auckland Publik: 6 905 Domare: Ricardo Marques Ribeiro (Brasilien) |

| 42           | 11 juni 2015 | Österrike | 0 – 2   | Uzbekistan         | Northland Events Centre                             |                                                     |
| 16:00 UTC+12 | 16:00 UTC+12 |           | (0 – 0) | Khamdamov 47′, 57′ | Whangarei Publik: 3 964 Domare: Jhon Pitti (Panama) | Whangarei Publik: 3 964 Domare: Jhon Pitti (Panama) |
| 16:00 UTC+12 | 16:00 UTC+12 |           |         |                    | Whangarei Publik: 3 964 Domare: Jhon Pitti (Panama) | Whangarei Publik: 3 964 Domare: Jhon Pitti (Panama) |
| 16:00 UTC+12 | 16:00 UTC+12 |           |         |                    | Whangarei Publik: 3 964 Domare: Jhon Pitti (Panama) | Whangarei Publik: 3 964 Domare: Jhon Pitti (Panama) |

| 41           | 11 juni 2015 | Tyskland     | 1 – 0   | Nigeria | Christchurch Stadium                                               |                                                                    |
| 19:30 UTC+12 | 19:30 UTC+12 | Öztunalı 19′ | (1 – 0) |         | Christchurch Publik: 5 288 Domare: Fahad Al-Mirdasi (Saudiarabien) | Christchurch Publik: 5 288 Domare: Fahad Al-Mirdasi (Saudiarabien) |
| 19:30 UTC+12 | 19:30 UTC+12 |              |         |         | Christchurch Publik: 5 288 Domare: Fahad Al-Mirdasi (Saudiarabien) | Christchurch Publik: 5 288 Domare: Fahad Al-Mirdasi (Saudiarabien) |
| 19:30 UTC+12 | 19:30 UTC+12 |              |         |         | Christchurch Publik: 5 288 Domare: Fahad Al-Mirdasi (Saudiarabien) | Christchurch Publik: 5 288 Domare: Fahad Al-Mirdasi (Saudiarabien) |

| 43           | 11 juni 2015 | Portugal              | 2 – 1   | Nya Zeeland   | Waikato Stadium                                           |                                                           |
| 19:30 UTC+12 | 19:30 UTC+12 | Guzzo 24′ Martins 87′ | (1 – 0) | Holthusen 64′ | Hamilton Publik: 10 492 Domare: Kim Jong-hyeok (Sydkorea) | Hamilton Publik: 10 492 Domare: Kim Jong-hyeok (Sydkorea) |
| 19:30 UTC+12 | 19:30 UTC+12 |                       |         |               | Hamilton Publik: 10 492 Domare: Kim Jong-hyeok (Sydkorea) | Hamilton Publik: 10 492 Domare: Kim Jong-hyeok (Sydkorea) |
| 19:30 UTC+12 | 19:30 UTC+12 |                       |         |               | Hamilton Publik: 10 492 Domare: Kim Jong-hyeok (Sydkorea) | Hamilton Publik: 10 492 Domare: Kim Jong-hyeok (Sydkorea) |

| 44           | 11 juni 2015 | Brasilien                                  | 0 – 0 (e.fl.)              | Uruguay                             | Stadium Taranaki                                       |                                                        |
| 19:30 UTC+12 | 19:30 UTC+12 |                                            |                            |                                     | New Plymouth Publik: 4 358 Domare: István Vad (Ungern) | New Plymouth Publik: 4 358 Domare: István Vad (Ungern) |
| 19:30 UTC+12 | 19:30 UTC+12 |                                            |                            |                                     | New Plymouth Publik: 4 358 Domare: István Vad (Ungern) | New Plymouth Publik: 4 358 Domare: István Vad (Ungern) |
| 19:30 UTC+12 | 19:30 UTC+12 | A. Pereira Lucão Danilo Jajá Gabriel Jesus | Straffsparksläggning 5 – 4 | Arambarri Amaral Poyet Acosta Lemos | New Plymouth Publik: 4 358 Domare: István Vad (Ungern) | New Plymouth Publik: 4 358 Domare: István Vad (Ungern) |

### Kvartsfinaler
| 45           | 14 juni 2015 | Brasilien                             | 0 – 0 (e.fl.)              | Portugal                                            | Waikato Stadium                                        |                                                        |
| 13:00 UTC+12 | 13:00 UTC+12 |                                       |                            |                                                     | Hamilton Publik: 9 945 Domare: Felix Zwayer (Tyskland) | Hamilton Publik: 9 945 Domare: Felix Zwayer (Tyskland) |
| 13:00 UTC+12 | 13:00 UTC+12 |                                       |                            |                                                     | Hamilton Publik: 9 945 Domare: Felix Zwayer (Tyskland) | Hamilton Publik: 9 945 Domare: Felix Zwayer (Tyskland) |
| 13:00 UTC+12 | 13:00 UTC+12 | A. Pereira Lucão Danilo Gabriel Jesus | Straffsparksläggning 3 – 1 | Rony Lopes Guzzo André Valente da Silva Nuno Santos | Hamilton Publik: 9 945 Domare: Felix Zwayer (Tyskland) | Hamilton Publik: 9 945 Domare: Felix Zwayer (Tyskland) |

| 46           | 14 juni 2015 | Mali                                     | 1 – 1 (e.fl.)              | Tyskland                                 | Christchurch Stadium                                           |                                                                |
| 13:00 UTC+12 | 13:00 UTC+12 | S. Coulibaly 58′                         | (0 – 1)                    | Brandt 38′                               | Christchurch Publik: 7 007 Domare: César Arturo Ramos (Mexiko) | Christchurch Publik: 7 007 Domare: César Arturo Ramos (Mexiko) |
| 13:00 UTC+12 | 13:00 UTC+12 |                                          |                            |                                          | Christchurch Publik: 7 007 Domare: César Arturo Ramos (Mexiko) | Christchurch Publik: 7 007 Domare: César Arturo Ramos (Mexiko) |
| 13:00 UTC+12 | 13:00 UTC+12 | Hamidou Guindo Koné A. Traoré Samassékou | Straffsparksläggning 4 – 3 | Akpoguma Öztunalı Steinmann Brandt Stark | Christchurch Publik: 7 007 Domare: César Arturo Ramos (Mexiko) | Christchurch Publik: 7 007 Domare: César Arturo Ramos (Mexiko) |

| 47           | 14 juni 2015 | USA                                                                       | 0 – 0 (e.fl.)              | Serbien                                                                    | North Harbour Stadium                                        |                                                              |
| 16:30 UTC+12 | 16:30 UTC+12 |                                                                           |                            |                                                                            | Auckland Publik: 10 826 Domare: Artur Soares Dias (Portugal) | Auckland Publik: 10 826 Domare: Artur Soares Dias (Portugal) |
| 16:30 UTC+12 | 16:30 UTC+12 |                                                                           |                            |                                                                            | Auckland Publik: 10 826 Domare: Artur Soares Dias (Portugal) | Auckland Publik: 10 826 Domare: Artur Soares Dias (Portugal) |
| 16:30 UTC+12 | 16:30 UTC+12 | Rubin Payne Arriola Hyndman Zelalem Soñora Delgado Carter-Vickers Requejo | Straffsparksläggning 5 – 6 | Zdjelar Mandić Babić Grujić Živković Rajković Antonov Veljković Maksimović | Auckland Publik: 10 826 Domare: Artur Soares Dias (Portugal) | Auckland Publik: 10 826 Domare: Artur Soares Dias (Portugal) |

| 48           | 14 juni 2015 | Uzbekistan | 0 – 1   | Senegal   | Wellington Regional Stadium                                 |                                                             |
| 16:30 UTC+12 | 16:30 UTC+12 |            | (0 – 0) | Thiam 77′ | Wellington Publik: 10 258 Domare: Ovidiu Hațegan (Rumänien) | Wellington Publik: 10 258 Domare: Ovidiu Hațegan (Rumänien) |
| 16:30 UTC+12 | 16:30 UTC+12 |            |         |           | Wellington Publik: 10 258 Domare: Ovidiu Hațegan (Rumänien) | Wellington Publik: 10 258 Domare: Ovidiu Hațegan (Rumänien) |
| 16:30 UTC+12 | 16:30 UTC+12 |            |         |           | Wellington Publik: 10 258 Domare: Ovidiu Hațegan (Rumänien) | Wellington Publik: 10 258 Domare: Ovidiu Hațegan (Rumänien) |

### Semifinaler
| 49           | 17 juni 2015 | Brasilien                                                         | 5 – 0   | Senegal | Christchurch Stadium                                        |                                                             |
| 16:00 UTC+12 | 16:00 UTC+12 | Correa 5′ (sjm.) Marcos Guilherme 7′, 78′ Boschilia 19′ Jorge 35′ | (4 – 0) |         | Christchurch Publik: 9 251 Domare: Daniele Orsato (Italien) | Christchurch Publik: 9 251 Domare: Daniele Orsato (Italien) |
| 16:00 UTC+12 | 16:00 UTC+12 |                                                                   |         |         | Christchurch Publik: 9 251 Domare: Daniele Orsato (Italien) | Christchurch Publik: 9 251 Domare: Daniele Orsato (Italien) |
| 16:00 UTC+12 | 16:00 UTC+12 |                                                                   |         |         | Christchurch Publik: 9 251 Domare: Daniele Orsato (Italien) | Christchurch Publik: 9 251 Domare: Daniele Orsato (Italien) |

| 50           | 17 juni 2015 | Serbien                   | 2 – 1 (e.fl.)  | Mali     | North Harbour Stadium                                      |                                                            |
| 19:30 UTC+12 | 19:30 UTC+12 | Živković 4′ Šaponjić 101′ | (1 – 1, 1 – 1) | Koné 39′ | Auckland Publik: 10 818 Domare: Mauro Vigliano (Argentina) | Auckland Publik: 10 818 Domare: Mauro Vigliano (Argentina) |
| 19:30 UTC+12 | 19:30 UTC+12 |                           |                |          | Auckland Publik: 10 818 Domare: Mauro Vigliano (Argentina) | Auckland Publik: 10 818 Domare: Mauro Vigliano (Argentina) |
| 19:30 UTC+12 | 19:30 UTC+12 |                           |                |          | Auckland Publik: 10 818 Domare: Mauro Vigliano (Argentina) | Auckland Publik: 10 818 Domare: Mauro Vigliano (Argentina) |

### Bronsmatch
| 51           | 20 juni 2015 | Senegal   | 1 – 3   | Mali                                | North Harbour Stadium                                  |                                                        |
| 13:30 UTC+12 | 13:30 UTC+12 | Wadji 64′ | (0 – 0) | A. Traoré 74′, 83′ Samassékou 90+1′ | Auckland Publik: 12 421 Domare: Gehad Grisha (Egypten) | Auckland Publik: 12 421 Domare: Gehad Grisha (Egypten) |
| 13:30 UTC+12 | 13:30 UTC+12 |           |         |                                     | Auckland Publik: 12 421 Domare: Gehad Grisha (Egypten) | Auckland Publik: 12 421 Domare: Gehad Grisha (Egypten) |
| 13:30 UTC+12 | 13:30 UTC+12 |           |         |                                     | Auckland Publik: 12 421 Domare: Gehad Grisha (Egypten) | Auckland Publik: 12 421 Domare: Gehad Grisha (Egypten) |

### Final
| 52           | 20 juni 2015 | Brasilien      | 1 – 2 (e.fl.) | Serbien                    | North Harbour Stadium                                           |                                                                 |
| 17:00 UTC+12 | 17:00 UTC+12 | A. Pereira 73′ | (0 – 0)       | Mandić 70′ Maksimović 118′ | Auckland Publik: 25 317 Domare: Fahad Al-Mirdasi (Saudiarabien) | Auckland Publik: 25 317 Domare: Fahad Al-Mirdasi (Saudiarabien) |
| 17:00 UTC+12 | 17:00 UTC+12 |                |               |                            | Auckland Publik: 25 317 Domare: Fahad Al-Mirdasi (Saudiarabien) | Auckland Publik: 25 317 Domare: Fahad Al-Mirdasi (Saudiarabien) |
| 17:00 UTC+12 | 17:00 UTC+12 |                |               |                            | Auckland Publik: 25 317 Domare: Fahad Al-Mirdasi (Saudiarabien) | Auckland Publik: 25 317 Domare: Fahad Al-Mirdasi (Saudiarabien) |

## Utmärkelser
| Golden Ball                         | Silver Ball                    | Bronze Ball                      |
| ----------------------------------- | ------------------------------ | -------------------------------- |
| Adama Traoré                        | Danilo                         | Sergej Milinković-Savić          |
| Golden Shoe                         | Silver Shoe                    | Bronze Shoe                      |
| Viktor Kovalenko · 5 mål (2 assist) | Bence Mervó · 5 mål (0 assist) | Marc Stendera · 4 mål (0 assist) |
| Golden Glove                        |                                |                                  |
| Predrag Rajković                    |                                |                                  |
| FIFA Fair Play Award                |                                |                                  |
| Ukraina                             |                                |                                  |

## Statistik

### Målskyttar
5 mål
- Viktor Kovalenko
- Bence Mervó

4 mål
- Adama Traoré
- André Silva
- Hany Mukhtar
- Marc Stendera

3 mål
- Niklas Stark
- Dostonbek Khamdamov

2 mål
- Ángel Correa
- Andreas Pereira
- Gabriel Boschilia
- Judivan
- Marcos Guilherme
- Iosefo Verevou
- Yaw Yeboah
- Bryan Róchez
- Dieudonne Gbakle
- Diadie Samassékou
- Taiwo Awoniyi
- Godwin Saviour
- Isaac Success
- Fidel Escobar
- Ivo Rodrigues
- Nuno Santos
- Gelson Martins
- Mamadou Thiam
- Nemanja Maksimović
- Staniša Mandić
- Ivan Šaponjić
- Andrija Živković
- Julian Brandt (fotbollsspelare)Julian Brandt
- Grischa Prömel
- Artem Besyedin
- Emerson Hyndman
- Rubio Rubin
- Eldor Shomurodov
- Zabikhillo Urinboev

1 mål
- Emiliano Buendía
- Giovanni Simeone
- Valentin Grubeck
- Bernd Gschweidl
- Danilo
- Gabriel Jesus
- Jean Carlos
- Jorge
- Léo Pereira
- Rafael Santos Borré
- Joao Rodríguez
- Alexis Zapata
- Saula Waqa
- Clifford Aboagye
- Emmanuel Boateng
- Benjamin Tetteh
- Kevin Álvarez
- Jhow Benavidez
- Dávid Forgács
- Zsolt Kalmár
- Souleymane Coulibaly
- Aboubacar Doumbia
- Youssouf Koné
- Kevin Gutiérrez
- Hirving Lozano
- Yan Naing Oo
- Aung Thu
- Noah Billingsley
- Sam Brotherton
- Stuart Holthusen
- Clayton Lewis
- Monty Patterson
- Joel Stevens
- Kingsley Sokari
- Musa Yahaya
- Choe Ju-song
- Jhamal Rodríguez
- Raphael Guzzo
- João Vigário
- Akram Afif
- Moussa Koné
- Sidy Sarr
- Alhassane Sylla
- Ibrahima Wadji
- Sergej Milinković-Savić
- Kevin Akpoguma
- Levin Öztunalı
- Marvin Stefaniak
- Valeriy Luchkevych
- Eduard Sobol
- Roman Yaremchuk
- Paul Arriola
- Bradford Jamieson IV
- Maki Tall
- Franco Acosta
- Gastón Pereiro
- Mathías Suárez
- Mirjamol Kosimov

Självmål
- Kevin Álvarez (match mot Fiji)
- Attila Talabér (match mot Serbien)
- Min Hyo-song (match mot Brasilien)
- Chin Hormechea (match mot Österrike)
- Andelinou Correa (match mot Brasilien)
- Marvin Schwäbe (match mot Honduras)